# Killing The Classics
Killing The Classics este cel de-al 4-lea album solo al lui Cheloo, realizat
în colaborare cu Daniel Lazăr, materialul fiind lansat la data de 8 decembrie 2021.

## Lista pieselor[4]
| Nr.             | Titlu                                                                                    | Autor(i)               | Text                                                 | Lungime |  |
| 1.              | „Opus 1”                                                                                 | Cheloo și Daniel Lazăr | Cheloo                                               | 3:02    |  |
| 2.              | „Viral 94” (Feat. Wicked)                                                                | Cheloo și Daniel Lazăr | Cheloo                                               | 3:07    |  |
| 3.              | „Lumina de la capătul tunului KTC remix” (Feat. Freakadadisk)                            | Cheloo și Daniel Lazăr | Cheloo                                               | 4:03    |  |
| 4.              | „Iubirea vieții tale”                                                                    | Cheloo și Daniel Lazăr | Cheloo                                               | 4:44    |  |
| 5.              | „Prezentul perfect KTC remix”                                                            | Cheloo și Daniel Lazăr | Cheloo                                               | 3:57    |  |
| 6.              | „La noi în cartier 1” (Feat. Freakadadisk)                                               | Cheloo și Daniel Lazăr | Cheloo                                               | 3:59    |  |
| 7.              | „La noi în cartier 2” (Feat. Dan Gerosu, Alan, Rapstrolirical, Ombladon și Freakadadisk) | Cheloo și Daniel Lazăr | Cheloo, Dan Gerosu, Alan, Rapstrolirical și Ombladon | 6:00    |  |
| 8.              | „Spun ce nu se spune” (Feat. Markone1)                                                   | Cheloo și Daniel Lazăr | Cheloo                                               | 5:02    |  |
| Lungime totală: | Lungime totală:                                                                          | Lungime totală:        | Lungime totală:                                      | 33:54   |  |